# Canyellas
Canyellas (oficialmente en catalán: Canyelles) es una localidad y municipio de Cataluña, España. Se encuentra en la comarca del Garraf, en la provincia de Barcelona.

## Historia
Hacia mediados del siglo XIX, el lugar tenía contabilizada una población de 418 habitantes. La localidad aparece descrita en el quinto volumen del Diccionario geográfico-estadístico-histórico de España y sus posesiones de Ultramar de Pascual Madoz de la siguiente manera:

CANELLAS ó CAÑELLAS: l. con ayunt. en la prov., aud. terr., c. g. y dióc. de Barcelona (6 leg.), part. jud. de Villafranca de Penadés (1): sit. en terreno montuoso con buena ventilacion y clima sano. Tiene sobre 80 casas y una igl. parr. (Sta. Magdalena), cuyo curato es de ingreso, de patronato del baron de Canellas. El térm. confina N. San Miguel de Olérdola; E. Ribas; S. Villanueva y Geltrú, y O. Castellet. El terreno aunque montañoso es de mediana calidad. prod.: toda clase de granos, vino, legumbres y hortalizas; cria ganado y alguna caza. pobl.: 108 vec. 418 almas. cap. prod.: 2.678,800 rs. imp. 66,970.
(Madoz, 1846, p. 447)

## Demografía
Canyellas cuenta con una población de 5367 habitantes (INE 2024).
| Gráfica de evolución demográfica de Canyellas entre 1842 y 2021 |
| |
| Población de derecho según los censos de población del INE. Población de hecho según los censos de población del INE.En este censo se denominaba Cañellas: 1842. En estos censos se denominaba Canyellas: 1857, 1860, 1877, 1887, 1897, 1900, 1910, 1920, 1930, 1940, 1950, 1960, 1970 y 1981. |

| 1900 | 1930 | 1950 | 1970 | 1981 | 1986 | 2006 | 2008 |
| ---- | ---- | ---- | ---- | ---- | ---- | ---- | ---- |
| 591  | 475  | 361  | 405  | 565  | 597  | 3440 | 4005 |

## Economía
Agricultura, industria química y turismo.